# Batu (Karang Tengah)
Batu is een bestuurslaag in het regentschap Demak van de provincie Midden-Java, Indonesië. Batu telt 3995 inwoners (volkstelling 2010).